# Тулевітрів-Лисенко Василь
Тулевітрів-Лисенко Василь (1886 — ?) — український поет, гуморист, драматург, фейлетоніст. Родом з Нікополя.

## З біографії
Справжнє ім'я та прізвище — Василь Данилович Лисенко. Народився 1886 р. у м. Нікополі (Україна). Закінчив гімназію, потім Новоросійський університет (Одеса).
У роки Першої світової війни служив старшиною російської, потім воював у лавах французької армії.
У 1919 р. емігрував до Канади, поселився в Гамільтоні, працював робітником, потім відкрив власне підприємство (1945).
Друкувався в Україні, Канаді, США.
Помер у 70-х рр. у Гамільтоні.

## Творчість
Автор збірки поезій «Весенние напевы» (1910), «Думи і пісні» (1938), драматичних творів «Така
її доля» (1940), «Веселе і щасливе життя» (1944) та інших.
В Україні писав поезії російською мовою, в Канаді — українські збірки поезій «Думи і пісні» (1938), п'єси «Така її доля» (1940), «Веселе і щасливе життя» (1944).